# Tunes
Tunes (łac. Diocesis Tunetensis) – stolica historycznej diecezji w Cesarstwie rzymskim w prowincji Afryka Prokonsularna, sufragania metropolii Kartagina. Współcześnie w Tunezji. Obecnie katolickie biskupstwo tytularne.

## Biskupi tytularni
| Lp. | Biskup                        | Funkcja                                                     | Od                | Do                   |
| --- | ----------------------------- | ----------------------------------------------------------- | ----------------- | -------------------- |
| 1   | José Floriberto Cornelis      | wikariusz apostolski Katangi (Zair)                         | 27 listopada 1958 | 10 listopada 1959    |
| 2   | Albert Descamps               | biskup pomocniczy Tournai (Belgia) urzędnik Kurii Rzymskiej | 3 listopada 1960  | 15 października 1980 |
| 3   | Francesco De Nittis           | nuncjusz apostolski                                         | 7 marca 1981      | 10 marca 2014        |
| 4   | Luiz Carlos Dias              | biskup pomocniczy São Paulo (Brazylia)                      | 16 marca 2016     | 20 października 2021 |
| 5   | Antônio Luiz Catelan Ferreira | biskup pomocniczy Rio de Janeiro (Brazylia)                 | 24 listopada 2021 |                      |